# Терновая (Хмельницкая область)
Терновая (укр. Тернова) — село в Дунаевецком районе Хмельницкой области Украины.
Население по переписи 2001 года составляло 709 человек. Почтовый индекс — 32416. Телефонный код — 3858. Занимает площадь 3,093 км². Код КОАТУУ — 6821888701.

## История
В 1945 г. Указом Президиума ВС УССР село Польная Тернава переименовано в Терновая.

## Местный совет
32416, Хмельницкая обл., Дунаевецкий р-н, с. Терновая